# Indokínai szalakóta
Az indokínai szalakóta (Coracias affinis) a madarak osztályának szalakótaalakúak (Coraciiformes) rendjébe és a szalakótafélék (Coraciidae) családjába tartozó faj.

## Rendszerezése
A fajt Thomas Horsfield amerikai ornitológus írta le 1840-ben. Egyes szervezetek szerint a bengál szalakóta (Coracias benghalensis) alfaja Coracias benghalensis affinis néven.

## Előfordulása
Banglades, Bhután, India, Kambodzsa, Kína, Laosz, Malajzia, Mianmar, Nepál,  Thaiföld és Vietnám területén honos.
Természetes élőhelyei a szubtrópusi és trópusi száraz erdők és szavannák, valamint legelők, szántóföldek, ültetvények, vidéki kertek és városi környezet. Állandó, nem vonuló faj.

## Megjelenése
|  |

## Természetvédelmi helyzete
Az elterjedési területe rendkívül nagy, egyedszáma pedig növekszik. A Természetvédelmi Világszövetség Vörös listáján nem fenyegetett fajként szerepel.